# Zeehan
Zeehan – miasto w Australii, w zachodniej części Tasmanii.